# Phengaris
Phengaris — рід денних метеликів родини синявцевих (Lycaenidae). Включає 15 видів.

## Поширення
Рід поширений в Європі та Азії. Найбільшого різномаїття сягає у Східній Азії.

## Види
- Phengaris albida (Leech, 1893)
- Phengaris alcon (Denis & Schiffermüller, 1775) — синявець Алькон
- Phengaris arion (Linnaeus, 1758) — синявець Аріон
- Phengaris arionides (Staudinger, 1887)
- Phengaris atroguttata (Oberthür 1876)
- Phengaris chloe (Mo, Jia, Xu, Wang & Ma, 2023)
- Phengaris cyanecula (Eversmann, 1848)
- Phengaris daitozana (Wileman, 1908)
- Phengaris kurentzovi (Sibatani, Saigusa & Hirowatari, 1994)
- Phengaris nausithous (Bergsträsser, 1779) — синявець чорнуватий
- Phengaris ogumae (Matsumura, 1910)
- Phengaris rebeli (Hirschke, 1904)
- Phengaris teleius (Bergsträsser, 1779) — синявець Телей
- Phengaris xiaheana (Murayama, 1919)
- Phengaris xiushani (Wang & Settele, 2010)